# Панчићева режуха
Панчићева режуха или Панчићева поточарка (лат. Cardamine pancicii) карактеристична је врста биљке, која расте само на Копаонику. Како је ова врста трајно заштићена, а Копаоник представља једино њено станиште, планом управљања националним парком је обухваћена и детерминација станишта и праћење стања ове врста, али и још два стеноендемита (Sempervivum kopaonikensis и Viola kopaonikensis).

## Опис
Панчићева поточарку први пут пронашао је Јосиф Панчић 1851. године који је тад ишао на ботаничко путовање на Копаоник. Hиска бусенаста, од основе разграната биљка. Гране изувијане. Приземни листови на дугим дршкама, цели или слабо перасти ca 4-8 до елиптичних листића првог pеда, терминални листић целог обода. Цветови Бели 1,5 - 1,8 cm у пречнику, груписани у гроздасте цвасти. Крунични листићи јајасти, на врху плитко урезани; листићи чашице ланцетасти до 3,5 mm дуги. Плодови љуске, 15 - 35 mm дуге, све на исту страну повијене.

## Ареал
Ова биљка је локални стеноендемит - расте само на Копаонику. Може се пронаћи на алпинским сам субалпинским стеновитим подлогама сам пашњацима, ја около алпинских потока. Понекад може и да расте у појасевима алпинске жбунасте вегетације. На подручју Копаоника је забележена на висинама између 1400 и 2000 m надморске висине, искључиво на киселим силикатним стенама (гранодиорити, корнити) или земљиштима богатим гвожђем, на влажним тресетиштима са гвожђем богатом водом. Главна популација Панчићеве режухе се може пронаћи на отвореним стеновитим стаништима масива Суво рудиште, док се субпопулације могу да пронаћи на ободима тресетишта на Пајином преслу, Врелу и Крсту, и на обалама реке Репушке. Још нека од налазишта cу Кукавица, Небеске столице и Треска.

## Сродници
Hа Копаонику, на сличним стаништима и истим локалитетима живи веома сродна сива режуха (Cardamine glauca), која се од Панчићеве режухе разликује по мањем броју издужено јајастих листића првог pеда на листовима стабла, са терминалним режњем листова који је по правилу режњевит.

## Галерија
- Хабитус Панчићеве режухе
- Цвет Панчићеве режухе
- Цвет
- Станиште Панчићеве режухе Копаоник
- Станиште Панчићеве режухе Копаоник